# Komunikacja bliskiego zasięgu

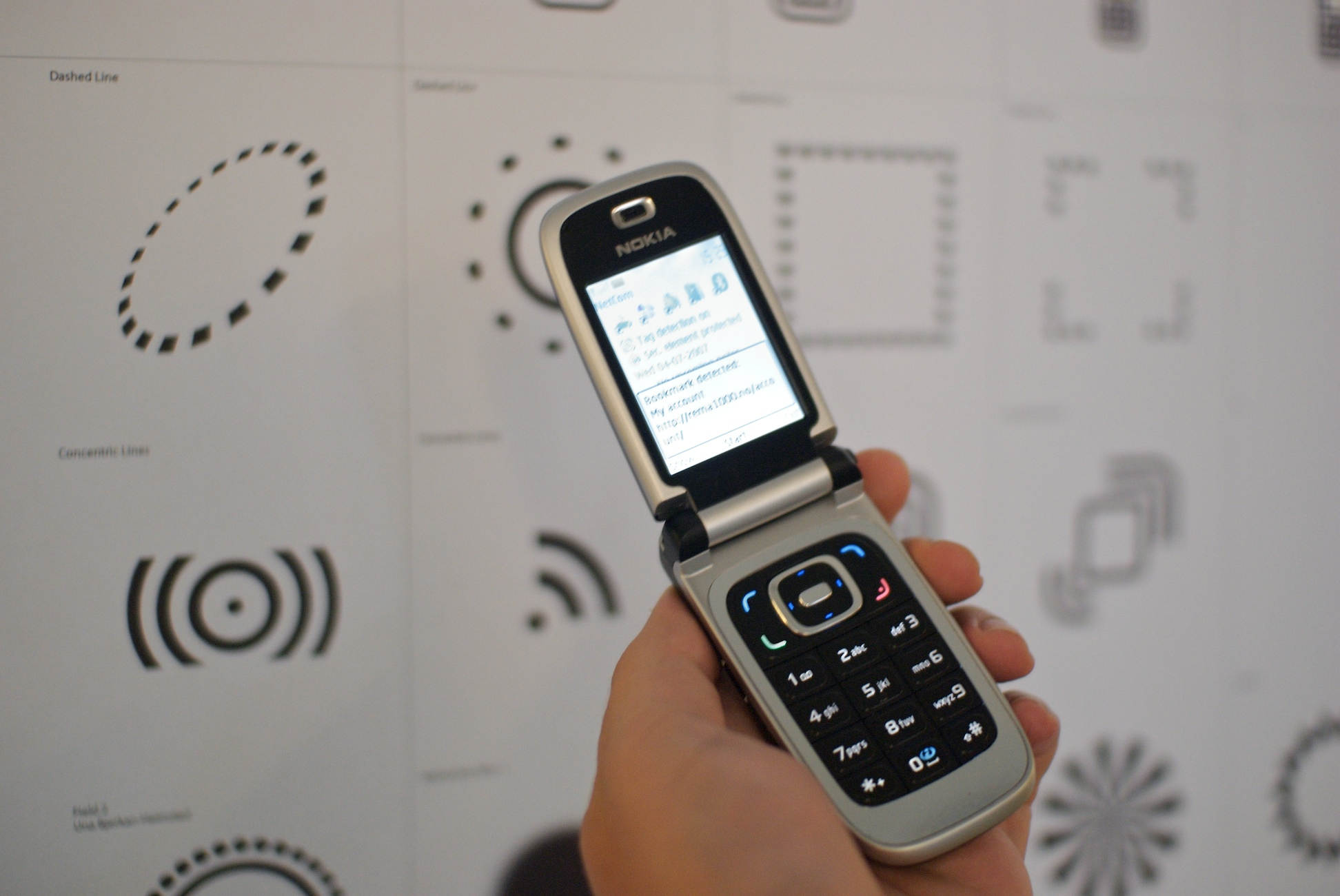
Telefon pracujący w trybie NFC

Komunikacja bliskiego zasięgu, NFC (od ang. near-field communication) – krótkozasięgowy, wysokoczęstotliwościowy, radiowy standard komunikacji pozwalający na bezprzewodową wymianę danych na odległość do 20 centymetrów.
Technologia ta jest prostym rozszerzeniem ISO/IEC 14443 (karta zbliżeniowa), która łączy interfejs kart inteligentnych i czytnik w jednym urządzeniu. Urządzenia NFC mogą komunikować się zarówno z istniejącymi urządzeniami w standardzie ISO/IEC 14443 (karty i czytniki), jak również z innymi urządzeniami NFC, a tym samym są zgodne z istniejącą i będącą już w użyciu infrastrukturą publicznego transportu i płatności, jak MIFARE. NFC jest przede wszystkim nakierowane na wykorzystanie w telefonach komórkowych.

## Charakterystyka
- Zasięg: poniżej 20 cm
- Częstotliwość: 13,56 MHz ± 7 kHz (Pasmo ISM)
- Maksymalna szerokość pasma sygnału: 2 MHz
- Przepustowość: 106, 212, 424 lub 848 kbit/s
- Tryb pracy:
  - Tryb pasywny: inicjujące urządzenie wytwarza pole elektromagnetyczne, a docelowe urządzenie odpowiada, modulując to pole. W trybie tym urządzenie docelowe jest zasilane mocą pola elektromagnetycznego urządzenia inicjującego, dzięki czemu urządzenie docelowe działa jako transponder.
  - Tryb aktywny: oba urządzenia – inicjujące i docelowe – komunikują się przez naprzemienne generowania swojego sygnału. Urządzenie wyłącza swoje pole elektromagnetyczne, gdy czeka na dane. W tym trybie oba urządzenia zwykle potrzebują  zasilania.
- Odbiór i nadawanie w tym samym czasie

## Porównanie z technologią Bluetooth
Źródło
| Rodzaj                         | NFC                              | Bluetooth 2.1                        | Bluetooth 4.0 Low Energy             |
| ------------------------------ | -------------------------------- | ------------------------------------ | ------------------------------------ |
| Wymaganie zasilania            | Nie                              | Tak                                  | Tak                                  |
| Koszt                          | 0,10 USD                         | 5,00 USD                             | 5,00 USD                             |
| Kompatybilność z RFID          | Zgodna ze standardem ISO 18000-3 | Tak                                  | Tak                                  |
| Standaryzacja                  | ISO/IEC                          | Bluetooth SIG                        | Bluetooth SIG                        |
| Standaryzacja sieciowa         | ISO 13157 etc.                   | IEEE 802.15.1 (no longer maintained) | IEEE 802.15.1 (no longer maintained) |
| Typ sieci                      | Protocol (PPP)                   | WPAN                                 | WPAN                                 |
| Zasięg                         | < 20 cm                          | ≈100 m (class 1)                     | ≈50 m                                |
| Częstotliwość                  | 13,56 MHz                        | 2,4–2,5 GHz                          | 2,4–2,5 GHz                          |
| Szybkość transmisji            | 424 kbit/s                       | 2,1 Mbit/s                           | 1 Mbit/s                             |
| Prędkość nawiązania połączenia | < 0,1 s                          | < 6 s                                | < 0,006 s                            |
| Zużycie prądu                  | < 15 mA (odczyt)                 | Różni się w zależności od klasy      | < 15 mA (odczyt i transmisja)        |

Podsumowując:
NFC i Bluetooth są technologiami komunikacji stosunkowo krótkiego zasięgu dostępnymi w telefonach komórkowych. NFC działa przy niższych prędkościach niż Bluetooth i ma znacznie krótszy zasięg, ale zużywa mniej energii i nie wymaga parowania.
NFC konfiguruje się szybciej niż standardowy Bluetooth 2.1. Dzięki NFC zamiast wykonywania ręcznych konfiguracji w celu identyfikacji urządzeń, połączenie między dwoma urządzeniami jest ustanawiane automatycznie w czasie krótszym niż 1 sekunda. Maksymalna szybkość przesyłania danych NFC (424 kbit / s) jest wolniejsza niż w przypadku Bluetooth (2,1 Mbit / s).
Maksymalna odległość nawiązywania połączenia NFC mniejsza niż 20 cm zmniejsza prawdopodobieństwo niepożądanego przechwycenia danych przez osoby niepowołane, dzięki czemu jest odpowiednia i bezpieczna w zatłoczonych miejscach.
NFC jest kompatybilny z istniejącą infrastrukturą pasywnego RFID (13,56 MHz ISO / IEC 18000-3). Wymaga stosunkowo niskiej mocy, podobnej do protokołu niskoenergetycznego Bluetooth V4.0 (Low Energy). Jednak gdy NFC działa z urządzeniem bez zasilania (np. w telefonie, który został wyłączony czy w bezdotykowej karcie kredytowej), zużycie energii NFC jest większe niż w przypadku Bluetooth V4.0 Low Energy.